# گراهام دی (بازیکن فوتبال)
گراهام دی (انگلیسی: Graham Day; ۲۲ نوامبر ۱۹۵۳ – ۸ فوریهٔ ۲۰۲۱) بازیکن فوتبال اهل بریتانیا بود.
از باشگاه‌هایی که در آن بازی کرده‌است می‌توان به باشگاه فوتبال بریستول راورز اشاره کرد.